# Vasa Arbis
Vasa Arbis est un bâtiment construit dans le quartier Keskusta de Vaasa en Finlande,.

## Présentation
L'édifice est conçu par August Lassel et construite en 1877 à la demande de Joachim Kurtén (fi), le directeur de la Vaasan Osake-Pankki.
La banque y a commencé ses activités en 1879.
Le bureau du Telephone de Vaasa  est installé dans le bâtiment en 1899-1919, suivi par l'école mixte suédoise privée Vasa Svenska Samskola. 
En 1976, l'école mixte déménage à Sepänkylä et devient le Korsholms Gymnasium. 
Le batiment abrite aujourd'hui Vasa Arbis, l'université populaire municipale suédophone.